# خیابان‌ها (فیلم ۱۹۹۰)
خیابان‌ها (به انگلیسی: Streets) فیلمی محصول سال ۱۹۹۰ و به کارگردانی کت شیا است. در این فیلم بازیگرانی همچون کریستینا اپل‌گیت، دیوید مندنهال، کی لنز، پل بن-ویکتور و آرون آیزنبرگ ایفای نقش کرده‌اند.